# دستگیری، زندان و شکنجه در جمهوری اسلامی ایران
این نوشتار دربارهٔ دستگیری، زندان و شکنجه معترضان و برخی از دیگران توسط نظام جمهوری اسلامی ایران است.
در حکومت جمهوری اسلامی، منتقدان عقیدتی و سیاسی و مدنی… بازداشت و حتی زندانی و شکنجه می‌شوند.

## زندانیان عقیدتی، سیاسی و مدنی
«شلاق می‌زدند که نماز بخوانیم.»
 عفت ماهباز، زندانی سیاسی در دهه ۱۳۶۰

«همان است که قرآن گفته؛ کشتن به شدیدترین وجه، حلق آویز کردن به فضاحت‌بارترین حالت ممکن. تعزیر باید پوست را بدرد، از گوشت عبور کند و استخوان را درهم شکند.»
 (محمد محمدی گیلانی، حاکم وقت شرع و رئیس دادگاه‌های انقلاب اسلامی، دربارهٔ شیوه شلاق‌زدن زندانیان در مصاحبه با روزنامه کیهان، مورخ ۲۸ شهریور ۱۳۶۰)

«یک بهائی، پر از اضطراب، دارد زندگی می‌کند. هیچ بهائی نمی‌تواند فکر کند که حتی برای متوفیانش سنگ قبرِ درست و حسابی بگذارد؛ تمام اماکن مقدسی که برای بهائیان وجود داشته، با خاک، یکسان شده. اموال بهائیان، غصب می‌شود به عنوان بیت‌المال؛ در سال‌های اولیهٔ انقلاب، ۲۰۰ نفر بهائی، تنها به خاطر بهائی بودن، کشته شدند. در سال[های] اخیر، دوباره، بهائی‌ها را زندانی می‌کنند».
 شبنم طلوعی

مونا محمودنژاد یکی از بهائیانی بود که پس از انقلاب ۱۳۵۷، در هفده سالگی در ایران، اعدام شد. ده‌ها زن بهائی نیز با او اعدام شدند.

در حکومت جمهوری اسلامی، زندانیان عقیدتی و سیاسی به‌گونه سیستماتیک، شکنجه شده و حقوق انسانی‌شان نقض می‌شود.
محمد خاتمی، رئیس‌جمهور وقت ایران در سال ۱۳۸۳ وجود زندانیان عقیدتی را در این کشور تأیید کرد، تعداد زندانیان سیاسی در این کشور مشخص نیست ولی به گفته گروه‌های مخالف صدها نفر از ایرانیان به جرم ابراز عقیده و مخالفت با حکومت در زندان هستند. در اوت ۲۰۰۶ دیده‌بان حقوق بشر از شکنجه و مرگ مشکوک فعال دانشجویی اکبر محمدی ابراز نگرانی کرد.

### شکنجه، حبس، اعدام و ناپدید شدن دین‌ناباوران و نوکیشان
«به این نتیجه رسیدیم که بالآخره بعد [از] سه روز مقاومت، ما را می‌کشند؛ پس، بهتر است [که] صبح، بگوییم ما مسلمان نیستیم تا هر چه زودتر خلاص شویم. صبح که ناصریان (محمد مقیسه) آمد، گفتیم ما مسلمان نیستیم. گفت غلط کردید که نیستید؛ اول [به دلیل نماز نخواندن] حسابی [شلاق] بخورید، بعد بمیرید». (خاطرهٔ یکی از بازماندگان قتل‌عام ۶۷ دربارهٔ شکنجه به دست یکی از حوزویان بازجو)

#### شرکت در مراسم دینی به عنوان کیفر
در آذر ۱۳۹۹، یک شاعر ایرانی به نام ابوالحسن کمالی، با شکایت سازمان اطلاعات سپاه پاسداران انقلاب اسلامی و با حکم دادگاه انقلاب یاسوج، به هفت ماه زندان در خانه با پابند الکترونیکی و شرکت در مراسم‌های مذهبی (با تأیید روحانی مسجد) محکوم شد. اتهامات وی، «توهین به مقدسات و نشر اکاذیب» بوده‌است.

## سوءقصد به جان زندانیان
- عباس واحدیان شاهرودی در زندان، از قرنطینه به بند مجرمان خطرناک، منتقل شده و مورد حملهٔ چند تن از زندانیان، قرار گرفت.

او در تماسی تلفنی از زندان وکیل‌آباد مشهد با خانواده‌اش، گفت: 
«صبح دوشنبه که زندانیان را برای هواخوری برده بودند، سه-چهار نفر دورم جمع شدند و یک نفر سعی کرد تا با چاقو شاهرگم را بزند.»
افزون بر عباس واحدیان شاهرودی، به جان چند تن دیگر از امضا کنندگان بیانیه ۱۴ فعال سیاسی یعنی محمدحسین سپهری، رضا مهرگان و جواد لعل‌محمدی نیز از سوی رژیم جمهوری اسلامی، سوء قصد شد.
- محمدحسین سپهری با انتشار ویدئویی گفت که یک نفر با چاقو به خانهٔ او مراجعه کرده‌است؛ ولی پلیس ۱۱۰ پس از تماس تلفنی همسرش هیچ مأموری را برای بررسی این موضوع نفرستاد.[۱۹]

## تجاوز جنسی به زندانیان
«آیا می‌دانید که جنایاتی در زندان‌های جمهوری اسلامی به نام اسلام در حال وقوعند که شبیه آن در رژیم منحوس شاه، هرگز دیده نشد؟! آیا می‌دانید که تعداد زیادی از زندانی‌ها تحت شکنجه توسط بازجویانشان کشته شده‌اند؟! آیا می‌دانید که در زندان [شهر] مشهد، حدود ۲۵ دختر به خاطر آنچه بر آن‌ها رفته بود، مجبور به درآوردن تخمدان یا رحم شدند؟! آیا می‌دانید که در برخی زندان‌های جمهوری اسلامی، دختران جوان به زور، مورد تجاوز قرار می‌گیرند!»

نامه حسینعلی منتظری به خمینی پس از اطلاع از اعدام دسته‌جمعی زندانیان عقیدتی-سیاسی ایران در تابستان ۱۳۶۷.
بر پایهٔ گزارشگر ویژه سازمان ملل متحد در امور حقوق بشر ایران، در گزارش خود از شکنجه و تجاوز جنسی در زندان‌های ایران و نیز سرکوب سازماندهی‌شده اقلیت‌های دینی، قومی و جنسی در این کشور، انتقاد کرده‌است.

## ازدواج با همسر زندانیان
برخی از بازجوها و شکنجه‌گران حکومت جمهوری اسلامی، با تهدید و در همان زندان، همسر زندانیان سیاسی را از آنان جدا می‌کردند و بعدها به عقد خود درمی‌آوردند.

## شلاق و تحقیر
برخی از حوزویان بازجو مانند هادی غفاری، روی پشت دختران ۱۵–۱۴ ساله می‌نشست و آن‌ها را مجبور می‌کرد که راهش ببرند و صدای حیوان درآوردند. در زندان اوین، لباده‌اش را در شلوارش می‌کرد و زندانیان را شلاق می‌زد.

## کشته شدن در زیر شکنجهٔ شدید
«کشتن زندانیان سیاسی به روش‌ها و ابزارهای مختلف در چند سال اخیر، یک روند تکراری در حکومت ضد بشری جمهوری اسلامی به منظور تزریق ارعاب و ترس به جامعه است». (بیانیه گروهی از زندانیان سیاسی تهران)

- در آبان ۱۳۹۹، فرهاد وثوقی، زیر شکنجه کشته شد. وی را شکنجه کردند تا مسئولیت قتل حسین جوزی را که یکی از سازمان‌دهندگان اعتراضات آبان ۱۳۹۸ ایران در نورآباد بود، به گردن بگیرد؛ در حالی که جوزی به دست نیروهای سازمان اطلاعات سپاه بازداشت شده و به قتل رسیده بود.[۲۵][۲۶][۲۷][۲۸]
- روز جمعه ۱۵ فروردین ۱۳۹۹ کمیساریای عالی سازمان ملل متحد در ژنو از مرگ دانیال زین‌العابدین که در زیر شکنجه و ضرب و شتم مأموران زندان میاندوآب درگذشت اظهار انزجار کرد و خواهان تحقیق فوری و بی‌طرفانه دربارهٔ مرگ وی و مجازات عاملان آن شد. وی در سن ۱۷ سالگی به جرم قتل فردی به نام صادق برمکی دستگیر و محکوم به اعدام شده بود.[۲۹][۳۰]
- مهرداد سپهری، جوانی بود که در زمان بازداشت در اثر آزار و شکنجه توسط نیروی انتظامی جمهوری اسلامی ایران کشته شد. در فیلم‌ها و تصاویری در اینترنت منتشر شده‌است، دیده می‌شود که مأموران نیروی انتظامی، سپهری را که با دست‌بند به تیرکی در شهرک حجت مشهد بسته شده‌است، با شوکر و اسپری فلفل مورد شکنجه قرار می‌دهند.[۳۱][۳۲]
- در ۱۱ شهریور ۱۴۰۰، هادی عطارزاده، پس از اجرای حکم شلاق به شدت، بدحال شد؛ ولی زندان‌بان‌ها دست و پایش را بستند و به قرنطینه بردند و سپس درگذشت.[۳۳]

## آمار زندانیان کشته‌شده
بر پایه گزارش عفو بین‌الملل، مسئولان حکومت جمهوری اسلامی از پاسخگویی دربارهٔ مرگ ۷۲ انسان در زندان‌های ایران، سر باز زده‌اند.

## شکنجه قبل از اعدام
علی خسرجی، حسین سیلاوی، جاسم حیدری و ناصر خفاجیان زاده روز یکشنبه ۱۰ اسفند ۱۳۹۹ از سلول‌های انفرادی زندان شیبان به زندان سپیدار اهواز منتقل شدند و به‌طور ناگهانی اعدام شدند. بنا بر گفته خانواده این اعدام‌شدگان آثار کبودی ناشی از شکنجه در نواحی مختلف بدن آن‌ها وجود داشته‌است.

## افزایش حبس به دلیل خودداری از جاسوسی بر ضد زندانیان دیگر
به گواهی برخی از زندانیان، در زندان‌های نظام جمهوری اسلامی ایران، زندانیانی که به همکاری و جاسوسی بر ضد زندانیان دیگر نمی‌پرداختند، چند سال به حبسشان افزوده می‌شد.

## مجبور کردن زندانی به کمک به اعدام دوستان زندانی
برخی از زندانیان را به کمک به اعدام دوستان زندانی‌شان می‌کردند.

## شکنجه به دلیل خودداری از مصاحبه اجباری
بر پایه برخی از منابع، زندانیانی که از مصاحبه اجباری خودداری می‌کردند، مورد ضرب و شتم قرار می‌گرفتند.

## اعتراف‌گیری‌های اجباری
شمار چشمگیری از زندانیان عقیدتی و سیاسی و مدنی…، با تهدید و شکنجه، به اعترافات در صدا و سیمای رژیم جمهوری اسلامی ناگزیر شده‌اند.
نهادهای امنیتی و اطلاعاتی با کمک صدا و سیما به ضبط و پخش «اعترافات اجباری» مبادرت می‌کنند. منتقدین می‌گویند که از این اعتراف‌ها اغلب در دادگاه‌ها به عنوان مدرک بهره برده می‌شود.
فدراسیون جهانی جامعه‌های حقوق بشر در پاریس و سازمان عدالت برای ایران در لندن در تیرماه ۱۳۹۹ اعلام کردند که در حکومت جمهوری اسلامی ایران از سال ۲۰۰۹ تا ۲۰۱۹ حد اقل ۳۵۵ اعتراف اجباری از تلویزیون حکومتی جمهوری اسلامی ایران پخش شده‌است. این گزارش ۵۷ صفحه ای تحت عنوان "حکومت اورولی: صدا و سیمای جمهوری اسلامی به‌مثابه سلاح سرکوب جمعی" ۵ تیر ۱۳۹۹ منتشر شد. عنوان "حکومت اوروِلی" در نام گزارش، برگرفته از نام رمان "۱۹۸۴" اثر جورج اوروِل است، که وضعیت شهروندان را در یک حکومت تمامیت‌خواه به تصویر می‌کشد.
در این گزارش ۵۷ صفحه‌ای، نتیجه بیش از ۱۵۰۰ ساعت تحقیق، و تحلیل بیش از ۱۵۰ برنامه و ۱۳ مصاحبه تفصیلی با قربانیان اعترافات اجباری گفت در طی یک دهه اخیر دست‌کم اعترافات اجباری ۳۵۵ نفر و محتوای افتراآمیز علیه ۵۰۵ تن، از تلویزیون دولتی ایران پخش شده‌است. در این گزارش گفته شده که صدا و سیما با وزارت اطلاعات و سپاه پاسداران انقلاب اسلامی در ضبط اعترافات همکاری کرده‌است. در این گزارش آمده که:
- برای تهیه اعتراف اجباری از «الگوهای مشخصی» شامل شکنجه‌های شدید جسمی مثل شلاق، آویزان کردن، شوک الکتریکی تا شکنجه‌های روانی مانند اعدام ساختگی، تهدید به تجاوز و… استفاده می‌شود
- در هنگام ضبط، شباهت کارگردانی، صحنه و ظاهر فرد اعتراف کننده با برنامه‌های قبلی نشان از «سناریو» ساخته شده و «صحنه‌آرایی» می‌دهد.
- در این گزارش آمده که یکی از اهداف اعتراف‌گیری ایجاد «حس ترس و دلسردی» در جامعه و «عادی‌سازی سرکوب» و «استفاده از محتوای برنامه به عنوان مدرک» برای مجازات فرد است.
- همچنین در ان گزارش آمده که ساخت این نوع برنامه‌ها خانواده و اعتبار فرد اعتراف‌کننده را تحت تأثیر قرار می‌دهد و از اطلاعات خصوصی او استفاده می‌کنند به طوری که افراد گفته‌اند این از لحاظ روانی برای آنان بدترین شکنجه بوده‌است.[۴۷]

به گزارش خبرگزاری هرانا، ارگان خبری مجموعه فعالان حقوق بشر در ایران، به نقل از یک منبع مطلع «آقای قاسمی بجد در خصوص اتهامات مطروحه علیه خود به قضات دادگاه‌ها طی جلسات دادرسی اعلام کرده‌است که در طول مدت بازجویی، توسط بازجویان اطلاعات سپاه جهت اخذ اعترافات اجباری تحت فشار روحی و شکنجه قرار گرفته‌است.» آقای قاسمی بجد در دوران بازجویی تحت فشار و شکنجه و در سلول انفرادی، زندانی بود. تخلفاتی چون ممانعت از مصرف داروهای قلب، بیهوشی در پی مصرف داروهای اشتباهی، تهدید به آویزان کردن، تهدید به شکنجه خانواده و بازداشت مادر بیمارش نیز در این گزارش ذکر شده‌است.

## کتک خوردن به دلیل آب دادن به گل‌ها
به گفته یکی از زندانیان، وی به دلیل آب دادن به گل‌ها در زندان، از پاسدارها کتک خورده بود.

## در دوره ویروس کرونا

### نقض حقوق زندانیان سیاسی در دوره ویروس کرونا
بر خلاف زندانیان دیگر، زندانیانی سیاسی دارای محکومیت بالاتر از پنج سال از حق مرخصی در دورهٔ کرونا هم محروم هستند.
بنیاد برومند در یک گزارش مفصل دربارهٔ زندان‌های ایران، وضعیت شیوع ویروس کرونا را «بحرانی» توصیف کرده و می‌گوید که حکومت جمهوری اسلامی با زیر پا گذاشتن تعهدات بین‌المللی دربارهٔ حق حیات و برخورداری از سلامت زندانیان، کاملاً غیرمسئولانه رفتار می‌کند.
کانون نویسندگان ایران در بیانیه‌ای، ابتلای برخی از زندانیان (عقیدتی و سیاسی) مانند بکتاش آبتین را نتیجهٔ عملکرد مسئولان زندان‌ها و نیز نظام جمهوری اسلامی ایران اعلام کرد.

### سرکوب روزنامه‌نگاران به دلیل خبررسانی دربارهٔ کروناویروس
حکومت جمهوری اسلامی، روزنامه‌نگاران را به دلیل خبررسانی دربارهٔ علت و آمار تلفات کروناویروس، تهدید و بازداشت کرده و به آنان حمله می‌کند.

### بازداشت قهرمانان ورزشی به دلیل انتقاد از بازبودن اماکن دینی در دورهٔ کرونا
در آبان ۱۳۹۹ محمدرضا تبریزی نوری (زادهٔ ۱۳۵۸ در مشهد)، قهرمان معلولان پرورش اندام جهان، به دلیل انتقاد به بازبودن اماکن دینی در دورهٔ کرونا، پس از حملهٔ پلیس و نیروهای لباس‌شخصی به خانه‌اش بازداشت شد. برخی از شعار دهندگان، خواستار اعدام او شدند.
وی برادر کوچک‌تر سه قهرمان جهانی دیگر یعنی حسن تبریزی نوری (قهرمان بدن‌سازی پیش‌کسوتان جهان)، علی تبریزی نوری (قهرمانِ قهرمانان بدن‌سازی جهان) و محمود تبریزی نوری (قهرمان بدن‌سازی آسیا) است.

## بازداشت وکلا و فعالان مدنی
در ۲۳ مرداد ۱۴۰۰ جمعی از وکلای دادگستری و فعالان مدنی از جمله مهدی محمودیان، مصطفی نیلی، آرش کیخسروی، لیلا حیدری، محمدرضا فقیهی و مریم فراافراز توسط نیروهای امنیتی در تهران بازداشت و به مکانی نامعلوم منتقل شده‌اند.

## بازداشت مادران دادخواه
در روز جمعه ۸ مرداد ۱۴۰۰ مادران دادخواه که فرزندان‌شان در اعتراض‌ها به دست مأموران جمهوری اسلامی کشته شده‌اند، پس از تجمع در میدان آزادی تهران بازداشت شده‌اند. مادران میلاد محققی، ابراهیم کتابدار، پژمان قلی‌پور، فرهاد مجدم، سجاد رضایی و وحید دامور و خواهر حمید رسولی جزو بازداشت‌شدگان هستند.
آن‌ها با تأکید بر پیگیری حق خود، در شعارهاشان تأکید کرده‌اند که به دنبال سرنگونی جمهوری اسلامی هستند. مادر پژمان قلی‌پور، یکی از جانباختگان اعتراضات آبان ۹۸، گفت: «بسه بردگی بسه، ما نمی‌گیم از ما حمایت کنید، از خودتون حمایت کنید.»

## بازداشت ورزشکاران
- سجاد محمدی عالیبری، کشتی‌گیر و مبارز رزمی، در روز یکشنبه ۲۲ مرداد ۱۴۰۲ توسط نیروهای حکومتی بازداشت و به نقطه نامعلومی برده شد. او عضو پرسنل آتش‌نشانی می‌باشد که به دلیل انتقاد به امام جمعه شهرستان اسلام‌آباد غرب بازداشت شد.[۶۱]
- اوایل مرداد نیروهای حکومتی، حسین هلالی، ورزشکار رزمی اهل شبستر را بازداشت و به‌صورت بلاتکلیف در زندان است.[۶۲]

## خبرنگاران و روزنامه‌نگاران
در سال ۱۴۰۰، ۱۵ روزنامه‌نگار توسط حکومت جمهوری اسلامی به زندان افتاده‌اند. بر پایه برخی از منابع، (جمهوری اسلامی) ایران، «زندان آزادی بیان» است.

## برخی از موارد گزارش‌شده
«ایران را فروختند و دادند دست چین و روسیه. آب در آذربایجان نمانده؛ دریاچه (ارومیه) ما را خشک کرده‌اند. از جان مردم چه می‌خواهند؟! مردم خسته شده‌اند؛ این همه گرانی و بدبختی؛ هر که هم به خیابان می‌رود می‌زنند. پسر من از کشورش دفاع کرده و از مردمش حمایت کرده». (گفتار مادر حسین رونقی دربارهٔ وی)

- نسرین ستوده؛ وکیل و فعال حقوق بشر، به ۳۸ سال زندان و ۱۴۸ ضربه شلاق، محکوم شد. اتهام‌های وی اهانت به خامنه‌ای و تبلیغ بر ضد نظام است.[۶۵]
- یکی از زندانیان سیاسی به نام منوچهر اسحاقی می‌گوید که در ۱۳ سالگی بازداشت و شکنجه شد و در سلول انفرادی حبس شد. وی هر روز در زندان، گریه می‌کرد.[۶۶]
- در ۱۵ خرداد ۱۳۹۹ سهیلا حجاب بیدسرخی با انتشار نامه‌ای از درون زندان، با گلایه از وضعیت نامناسب آب آشامیدنی، غذا و بهداشت خبر داد او را در بند زندانیان جرائم سنگین نگهداری می‌کنند که در میان‌شان افراد مبتلا به ویروس کرونا هم هستند.[۶۷]

سهیلا حجاب در زندان، از ناحیه دست و پا دچار شکستگی شد. در تیر ۱۳۹۹ سازمان حقوق بشری هه‌نگاو، خبر داد سهیلا حجاب در زندان به کرونا مبتلا شده‌است. پس از انتشار این خبر و اخبار دیگر مبنی بر ابتلای نرگس محمدی و زینب جلالیان به کرونا، سازمان عفو بین‌الملل از مقام‌های جمهوری اسلامی خواست که خدمات درمانی را برای این زندانیان سیاسی فراهم کنند.
همچنین افزون بر تهدید جانی از طریق تهدید به افزودن اتهام محاربه در پرونده و نیز دچار شدن به ویروس کرونا به دلیل قرار گرفتن در کنار مبتلایان به کرونا، در ۱۶ مرداد ۱۳۹۹ خورشیدی نیز با شیشه شکسته، مورد سوء قصد قرار گرفت و دچار خونریزی شد.
- در اسفند ۱۳۹۶، سازمان عفو بین‌الملل با انتشار بیانیه‌ای، خواستار اقدام فوری برای آزادی مدافعان بشر، از جمله، شیما بابایی و همسرش داریوش زند شد که در خطر شکنجه و رفتارهای بی‌رحمانه، قرار داشتند. یکی از دلایل اصلی بازداشت آن‌ها حضور در اعتراضات خیابانی خیزش دی ۱۳۹۶ بود.[۷۲]
- حوریه فرج‌زاده، خواهر شهرام فرج‌زاده، یکی از امضا کنندگان بیانیهٔ ۱۴ زن کنشگر درون ایران است که از بیانیه ۱۴ فعال سیاسی برای کناره‌گیری خامنه‌ای از حکومت و نیز گذار از حکومت جمهوری اسلامی، پشتیبانی کرد[۷۳][۷۴][۷۵][۷۶][۷۷][۷۸][۷۹][۸۰][۸۱][۸۲][۸۳][۸۴][۸۵] و به همین دلیل، در تاریخ ۲۰ مرداد ۱۳۹۸ در مشهد بازداشت شد.[۸۶][۸۷][۸۸][۸۹][۹۰] او در مهر ۱۳۹۸ با قرار وثیقه آزاد شد؛[۹۱] ولی دوباره در تاریخ ۵ دی ۱۳۹۸، در حالی که برای برگزاری مراسم چهلم «پویا بختیاری» به بهشت سکینه کرج رفته بود، توسط نیروهای امنیتی، بازداشت شد.[۹۲][۹۳]
- فاطمه سپهری در تاریخ ۱۴ مرداد ۱۳۹۸، یکی از امضا کنندگان بیانیهٔ ۱۴ زن کنشگر درون ایران[۹۴][۹۵][۹۶][۹۷][۹۸][۹۹] است که از بیانیه ۱۴ فعال سیاسی برای کناره‌گیری خامنه‌ای از حکومت و نیز گذار از حکومت جمهوری اسلامی، پشتیبانی کرد[۱۰۰][۱۰۱] و پس از آن، در ۲۰ مرداد ۱۳۹۸ به همراه برادرش محمد حسین سپهری به دست مأموران امنیتی در مشهد، بازداشت شد[۱۰۲][۱۰۳][۱۰۴][۱۰۵][۱۰۶][۱۰۷][۱۰۸][۱۰۹][۱۱۰] و ابتدا به بازداشتگاه ادارهٔ اطلاعات مشهد و سپس به زندان مرکزی (وکیل‌آباد) مشهد، منتقل شد.[۱۱۱]
- کیومرث مرزبان در ۴ شهریور ۱۳۹۷ به دست مأموران سازمان اطلاعات سپاه پاسداران انقلاب اسلامی، دستگیر شد. او در یکی از دادگاه‌های انقلاب نظام جمهوری اسلامی ایران، به اتهام توهین به مقدسات (سب النبی و اهانت به دین اسلام؛ ۷ سال و شش ماه حبس)، فعالیت تبلیغی بر ضد نظام (یک سال و شش ماه حبس)، توهین به خمینی و خامنه‌ای (۳ سال حبس)، توهین به مسئولان سه قوهٔ نظام (۹ ماه حبس) و ارتباط با دولت (ایالات متحده آمریکا) و رسانه‌های متخاصم (از جمله، رادیو فردا، شبکهٔ تلویزیونی من و تو…؛ ۱۱ سال حبس)، به ۲۳ سال و ۹ ماه حبس و نیز ۲ سال ممنوعیت خروج از کشور، ۲ سال محروم از استفاده از شبکه‌های اجتماعی، ۲ سال محروم از فعالیت رسانه‌ای، محکوم شد. سرانجام، حکم وی به ۶ سال حبس، کاهش یافت.[۱۱۲][۱۱۳][۱۱۴][۱۱۵][۱۱۶][۱۱۷][۱۱۸][۱۱۹][۱۲۰][۱۲۱][۱۲۲][۱۲۳][۱۲۴][۱۲۵][۱۲۶][۱۲۷][۱۲۸][۱۲۹][۱۳۰][۱۳۱][۱۳۲]
- محمد حسین سپهری به حکم دادگاه انقلاب مشهد، به اتهام توهین به دین اسلام، اهانت به خمینی و خامنه‌ای، براندازی حکومت جمهوری اسلامی، تبلیغ علیه نظام، مصاحبه با رسانه‌های معاند نظام، تشویش اذهان عمومی، تشکیل گروه تلگرامی به قصد نشر اکاذیب و برهم زدن امنیت ملی، اخلال در نظم عمومی با تجمع کردن، به ۶ سال حبس، محکوم شد[۱۳۳][۱۳۴][۱۳۵][۱۳۶][۱۳۷][۱۳۸][۱۳۹][۱۴۰][۱۴۱][۱۴۲][۱۴۳][۱۴۴]
- زرتشت احمدی راغب، به حکم دادگاه انقلاب، روی هم رفته، به اتهام اهانت به خمینی و خامنه‌ای، براندازی حکومت جمهوری اسلامی، تبلیغ علیه نظام، مصاحبه با رسانه‌های معاند نظام، تشویش اذهان عمومی، برهم زدن امنیت ملی، اخلال در نظم عمومی با تجمع کردن، چند بار، محاکمه شده‌است. او در تاریخ ۲ آذر ۱۳۹۴، به سه ماه حبس و ۱۰ ضربه شلاق، محکوم شد.[۱۴۵] همچنین در بهمن ۱۳۹۴ به اتهام تبلیغ بر ضد نظام از طریق نشر مطالب انتقادآمیز در صفحهٔ شخصی‌اش در فیس‌بوک، به ۶ ماه حبس، محکوم شد.[۱۴۶][۱۴۷] وی در اردیبهشت ۱۳۹۶ نیز به اتهام تبلیغ بر ضد نظام جمهوری اسلامی، به ۹ ماه حبس، محکوم گردید.[۱۴۸]
- در سال ۱۳۹۸ خورشیدی، امین ماسوری، روزنامه‌نگار، نویسنده و پژوهشگر موسیقی محلی، فعال سیاسی، در پی کنشگری‌های سیاسی، به اتهام اهانت به خامنه‌ای و خمینی و نیز تبلیغ بر ضد حکومت جمهوری اسلامی به دو سال زندان، محکوم شد.[۱۴۹][۱۵۰][۱۵۱][۱۵۲][۱۵۳]
- عباس واحدیان شاهرودی در روز ۲۷ مرداد ۱۳۹۸، در مشهد، در پی یورش هشت مأمور امنیتی، با خشونت و با به‌کارگیری الفاظ رکیک و بدون ارائه حکم قضائی برای ورود به منزل، بازداشت شد و پس از تفتیش منزل، با ضرب و شتم در حضور همسر و فرزندانش، به مکان نامعلومی، منتقل گردید. وی ۴۵ روز از زندانش در سلول انفرادی، سپری شد.[۱۵۴][۱۵۵][۱۵۶][۱۵۷][۱۵۸][۱۵۹][۱۶۰][۱۶۱][۱۶۲]
- همسر عباس واحدیان شاهرودی یعنی شهلا جهان‌بین در روز (یکشنبه ۲۷ مرداد ۱۳۹۸) بازداشت شد.[۱۶۳]
- عبدالرسول مرتضوی به همراه چند تن از امضاکنندگان بیانیهٔ پیش‌گفته، در زندان، با توهین، مورد ضرب و شتم زندانبان‌ها قرار گرفت و به بند مجرمان خطرناک (و نه سیاسی) منتقل شد. وی به نشانهٔ اعتراض، اعتصاب غذای خشک کرد.[۱۶۴][۱۶۵]
- در ۲۲ فروردین ۱۳۹۹ امیرحسین مرادی، دانشجوی فیزیک و علی یونسی دانشجوی مهندسی کامپیوتر دانشگاه صنعتی شریف تهران توسط نیروهای امنیتی دستگیر و به نقطه نامعلومی منتقل شدند. مقامات قوه‌قضائیه جمهوری اسلامی ۱۶ اردیبهشت اعلام کردند که این دو دانشجو با سازمان مجاهدین خلق ارتباط داشتند که به دنبال اقدامات خرابکارانه در کشور بوده و اقدامات ایذایی هم انجام داده بودند. امیرحسین مرادی، برنده مدال نقره المپیاد نجوم کشوری در ۹۶ و علی یونسی، برنده مدال نقره المپیاد نجوم کشوری در ۹۵ و مدال طلای المپیاد نجوم در ۹۶ و دارنده مدال طلا در دوازدهمین المپیاد جهانی نجوم و اخترفیزیک که در چین برگزار شد، بوده‌است.[۱۶۶][۱۶۷]

سه‌شنبه ۲۳ اردیبهشت ۱۳۹۹ سازمان عفو بین‌الملل در بیانیه‌ای خواستار آزادی علی یونسی شد و خاطر نشان کرد که او در خطر شکنجه و سایر بدرفتاری‌ها در زندان می‌باشد.
۱ خرداد ۱۳۹۹ «کمیته دانشمندان دغدغه‌مند» ابراز نگرانی خود را از شرایط و وضعیت امیرحسین مرادی دانشجوی فیزیک و علی یونسی دانشجوی مهندسی کامپیوتر دانشگاه صنعتی شریف تهران ابراز داشته و خواهان اطمینان یافتن از رعایت حقوق آنها شدند. «کمیته دانشمندان دغدغه‌مند» نهادی مستقل و متشکل از دانشمندان، فیزیکدانان، مهندسان و استادانی است که دغدغه رعایت حقوق بشر و آزادی دانش برای همکاران خود در جهان را دارند.
۱۷ خرداد ۱۳۹۹ سازمان دیدبان حقوق بشر ابراز نگرانی خود را از وضعیت علی یونسی و امیرحسین مرادی ابراز داشته و خواهان آزادی فوری و دادرسی عادلانه آنها شده‌است. مایک پیج قائم مقام شاخه خاورمیانه دیده‌بان حقوق بشر می‌گوید: «دستگیری و نگهداری این دو دانشجو در سلول انفرادی به مدت دو ماه بدون هیچ مدرک معتبری در هر زمانی غیرمنطقی است، اما زندانی بودن آنها در زمان پاندمی نگرانی‌ها را بیشتر می‌کند.»
بنا بر گزارش رادیو فردا در ۲۲ خرداد ۱۳۹۹، علی یونسی در دوران زندان انفرادی به ویروس کرونا مبتلا شده‌است. وی بعد از نزدیک به ۲ ماه حبس در انفرادی به سلول‌های جمعی که در آن ۷ الی ۸ نفر دیگر در بازداشت هستند، منتقل شده‌است.
- ۱۸ اردیبهشت ۱۳۹۹ محرومیت درمانی افشین بایمانی، زندانی سیاسی عقیدتی زندان رجایی که به اتهام محاربه به حبس‌ابد محکوم شده‌است، ادامه دارد. وی روز سه شنبه ۱۶ اردیبهشت، در پی درد شدید در ناحیه قلب به بهداری زندان منتقل شد و با اینکه توسط پزشک زندان مجوز رفتن به بیمارستان خارج از زندان طی دو سه ماه اخیر برای او صادر شده ولی از انتقال او به بیمارستان خودداری می‌شود.[۱۷۳]

روز شنبه ۱۰ خرداد ۱۳۹۹ بنا بر گزارش خبرگزاری هرانا حکمی صادر شد که بنابر این حکم زمین افشین بایمانی توسط ستاد فرمان اجرای امام مصادره شود. مأموران این ستاد در این روز به زمین افشین بایمانی در شهرستان رامهرمز واقع در استان خوزستان مراجعه کردند اما با مقاومت خانواده بایمانی و ساکنان محلی رو به رو شدند، که بنا بر گفته ناظران مأموران گفته‌اند که دوباره برخواهند گشت. چند روز قبل از این حادثه نیز دختر بایمانی تهدید به بازداشت شده بود.
- پیام درفشان، وکیل دادگستری و فعال حقوق بشر در ۱۹ خرداد ۱۳۹۹ با حمله نیروهای امنیتی به محل کارش بازداشت و به نقطه نامعلومی برده شد.[۴۰] وی در ۲۰ اردیبهشت ۱۳۹۹ به اتهام «توهین به رهبری» به دو سال زندان و دو سال محرومیت از وکالت محکوم شد.[۱۷۵] در ۱ مرداد ۱۳۹۹ حکم ۲ سال و ۶ ماه زندان در دادگاه تجدید نظر برای وی تأیید شد.[۱۷۶]
- ۲۳ اردیبهشت ۱۳۹۹ عفو بین‌الملل از انتقال ۴ زندانی، به نام‌های حسین سیلاوی، علی خسرجی و ناصر خفاجیان از اقلیت عرب زبان خوزستان و هدایت عبدالله‌پور از اقلیت کرد به نقطه نامعلوم و بی‌خبری از آنها اظهار نگرانی کرد.[۱۷۷]
- ۲ خرداد ۱۳۹۹ مهدی سعیدی سخا، افشین برزگر جمشیدی و مجید ذبیحی سه فعال سیاسی زندانی در زندان تبریز در مجموع به تحمل ۴ سال و دو ماه زندان محکوم شدند. مهدی سعیدی سخا به اتهام «فعالیت تبلیغی علیه نظام از طریق همکاری با سازمان مجاهدین خلق ایران» به ۱ سال زندان، افشین برزگر جمشیدی به اتهام «افشای اسناد طبقه‌بندی شده نظام و ارسال آنها به سازمان مجاهدین خلق ایران» به ۲ سال و ۶ ماه زندان و مجید ذبیحی به اتهام «فعالیت تبلیغی علیه نظام از طریق همکاری با سازمان مجاهدین خلق ایران» به ۸ ماه زندان محکوم شدند.[۱۷۸]
- ۲ خرداد ۱۳۹۹ خالد پیرزاده و رضا محمدحسینی دو زندانی سیاسی در زندان اوین در مجموع به ۳۳ و نیم سال حبس محکوم شدند. رضا محمدحسینی به اتهام‌های «اجتماع و تبانی»، «توهین به رهبری»، «خروج غیرقانونی از مرز»، «ورود غیرمجاز به داخل کشور» و «تمرد از دستور مأموران» در مجموع به ۱۶ و نیم سال زندان و خالد پیرزاده به اتهام‌های «اجتماع و تبانی» و «توهین به رهبری» در مجموع به ۷ سال زندان محکوم شدند.[۱۷۹]
- ۲۶ فروردین ۱۳۹۹ ناهید فتحعلیان، معلم بازنشسته و فعال صنفی معلمان دستگیر و پس از چند روز بازجویی در بند ۲۰۹ زندان اوین به بند ۲۰۹ منتقل شد. وی در روز شنبه ۲۰ اردیبهشت برای ادامه بازجویی‌ها به سلول انفرادی همین بند منتقل شده‌است.[۱۸۰]
- به گزارش خبرگزاری هرانا از ۱ اسفند ۱۳۹۸، ۱۸ شهروند از شهرهای مختلف ایران به اتهام «همکاری با یکی از سازمان‌های مخالف نظام (سازمان مجاهدین خلق ایران)» بازداشت شده‌اند. اسامی این بازداشت‌شدگان: محمد رضا اشرفی سامانی، اصفهان - ناهید فتحعلیان، تهران - بیژن کاظمی، کوهدشت - پرستو معینی، تهران - سپهر امام جمعه، تهران - زهرا صفایی، تهران - محمد مهری، قم - کامران رضایی فر، تهران - سمیه بیدی، کرج - فروغ تقی پور، تهران - رسول حسن وند، خرم‌آباد - غلامعلی علی پور، آمل - مهران قره باغی، بهبهان- -مجید خادمی، بهبهان - مرضیه فارسی، تهران - سعید راد، سمنان - مسعود راد، تهران - محمد حسنی، کرج[۱۸۱]
- ۶ خرداد ۱۳۹۹ بهنام موسیوند، فعال مدنی و یکی از بازداشت‌شدگان اعتراضات دی‌ماه ۹۶ که به ۶ سال زندان محکوم شده بود، برای اجرای این حکم احضار شد.[۱۸۲]
- ۹ خرداد ۱۳۹۹ علی نانوایی، دانشجوی دانشگاه تهران که در روز دوشنبه ۲۷ آبان ۹۸، در جریان اعتراضات سراسری آبان‌ماه، توسط نیروهای امنیتی هنگام خروج از دانشگاه بازداشت شده بود به اتهام «اجتماع و تبانی» و «اخلال در نظم عمومی» به ۶ ماه حبس تعلیقی و ۷۴ ضربه شلاق محکوم شد.[۱۸۳]
- ۱۱ خرداد ۱۳۹۹ سعید اقبالی، فعال مدنی پس از حضور در واحد اجرای احکام دادسرای اوین بازداشت و جهت تحمل ۶ سال زندان تعزیری به زندان اوین منتقل شد. وی به اتهام «اجتماع و تبانی به قصد اقدام علیه امنیت کشور» و «فعالیت تبلیغی علیه نظام» به ۶ سال زندان محکوم شده بود.[۱۸۴]
- ۱۰ خرداد ۱۳۹۹ شهاب‌الدین نظری فعال سیاسی و مدنی به اتهام «فعالیت تبلیغی علیه نظام» به ۲ سال زندان محکوم شد.[۱۸۵]
- ۷ خرداد ۱۳۹۹، دستکم ۱۴ نفر از شهروندان اهل سنت ماهشهر توسط نیروهای امنیتی جمهوری اسلامی بازداشت و به نقطه نامعلومی منتقل شدند.[۱۸۶]
- رسول کریمی، از بازداشت شدگان اعتراضات آبان ۱۳۹۸ به اتهام «اقدام علیه امنیت ملی» به ۵ سال زندان محکوم شد.[۱۸۷]
- ۱۱ خرداد ۱۳۹۹ رسول طالب مقدم از اعضای سندیکای شرکت واحد اتوبوسرانی تهران و حومه که در ۲۳ مرداد ۱۳۹۸ به اتهام «فعالیت تبلیغی علیه نظام» و «اخلال در نظم عمومی» به دو سال زندان، دو سال تبعید به آفرایز از توابع بخش سده استان خراسان جنوبی، ۷۴ ضربه شلاق و دو سال محرومیت از استفاده از تلفن همراه و عضویت در احزاب و گروه‌های سیاسی و اجتماعی محکوم شده بود، برای اجرای حکم احضار شد.[۱۸۸]
- ۲۴ خرداد ۱۳۹۹ خسرو صادقی بروجنی، روزنامه‌نگار و پژوهشگر حوزه کار و رفاه اجتماعی به اتهام «اجتماع و تبانی علیه امنیت داخلی و خارجی» و «توهین به بنیانگذار جمهوری اسلامی» به تحمل ۷ سال زندان محکوم شد.[۱۸۹]
- بنابر گزارش خبرگزاری هرانا در ۱۹ تیر ۱۳۹۹، هفت فعال سیاسی شامل فرنگیس مظلوم، مادر سهیل عربی، به شش سال زندان، هانی یازرلو و فرزندش هود یازرلو به یک سال زندان، محمدولی غلام نژاد، صدیقه مرادی، مهدی خواص صفت و زهرا اکبری نژاد هر کدام به ۹۵ روز زندان محکوم شدند.[۱۹۰][۱۹۱]
- در ۸ مرداد ۱۳۹۹ حکم ۸ سال زندان عطاالله رضایی، فعال مدنی به اتهام «اجتماع و تبانی علیه نظام»، «تبلیغ علیه نظام»، و «توهین به رهبری» تأیید و وی به زندان «لنگرود» قم منتقل شد.[۱۹۲]
- در روز دوشنبه ۸ مرداد ۱۳۹۹ ساسان نیک‌نفس در منزل خود بازداشت و به زندان تهران بزرگ منتقل شد تا حکم ۸ سال زندان خود را سپری کند.[۱۹۳]
- ۷ شهریور ۱۳۹۹ نوید افکاری، جوان ۲۷ ساله شیرازی با چند عنوان قهرمانی کشتی کشوری به اتهام «مشارکت فعال» در حرکت‌های اعتراضی مرداد ماه ۱۳۹۷ در شیراز به اعدام محکوم شد، همراه وی برادرش وحید افکاری به ۵۴ سال و شش ماه زندان و برادر دیگرش حبیب به ۲۷ سال و سه ماه زندان محکوم شدند.[۱۹۴][۱۹۵]
- در ۱ تیر ۱۳۹۹ سه نویسنده به نام‌های رضا خندان (مهابادی)، بکتاش آبتین و کیوان باژن هر کدام به ۶ سال زندان محکوم شدند که در ۵ مهر احضار شده و حکم آن‌ها به اجرا درآمد و به زندان اوین منتقل شدند.[۱۹۶][۱۹۷]
- روز شنبه ۱۲ مهر ۱۳۹۹ علی نوری‌زاد، پسر زندانی سیاسی محمد نوری‌زاد، که به اتهام اجتماع و تبانی و در واقع شرکت در تجمع اعتراضی ۲۲ دی ماه ۱۳۹۸ دربارهٔ ساقط شدن هواپیمای اوکراینی در تهران به سه سال و شش ماه محکومیت شده‌است، به زندان فشافویه انتقال یافت.[۱۹۸]
- اسماعیل بخشی، کارگر، فعال کارگری، نمایندهٔ شورای مستقل کارگری در سندیکای کارگران کشت و صنعت نیشکر هفت‌تپه و زندانی سیاسی است. او در آبان ۱۳۹۷ در جریان اعتراضات کارگری ۱۳۹۷ خوزستان بازداشت شد. او نقش به‌سزایی در سازمان‌دهی اعتراضات کارگران هفت‌تپه علیه خصوصی‌سازی شرکت و طرح مطالبهٔ مدیریت شورایی داشت. در تاریخ ۳ آذر ۱۳۹۷ وزارت کار و امور اجتماعی ایران اتهامات او را «امنیتی» خوانده و اعلام کرد که قادر نیست برای آزادی او کاری بکند.[۱۹۹] بازداشت او اعتراضات دیگر کارگران را در پی داشت.[۲۰۰]

در تاریخ ۸ آذر ۱۳۹۷ برخی از منابع خبری، گزارش دادند که اسماعیل بخشی، شکنجه شده‌است. در این تاریخ گزارش شد که او در زندان مورد شکنجه مأموران امنیتی قرار گرفته و از این‌رو به بیمارستان منتقل شد. بر اساس این گزارش‌ها، پس از اینکه بخشی دچار خون‌ریزی شدید معده می‌شود، نیروهای امنیتی او را به یکی از بیمارستان‌های امنیتی منتقل و بستری می‌کنند. برخی منابع احتمال می‌دهند که اسماعیل بخشی در بیمارستان سپاه پاسداران در اهواز بستری شده‌است. او در اثر شدت این جراحات به این بیمارستان منتقل شد. همچنین این گزارش‌ها حاکی از این بود که صورت اسماعیل بخشی، در اثر ضرب و شتم مأموران، متورم و کبود شده‌است. کمیته پیگیری ایجاد تشکل‌های کارگری ایران روز پنج‌شنبه ۸ آذر ۱۳۹۷ اعلام کرد: «اسماعیل بخشی را چنان زیر فشار و شکنجه قرار داده‌اند که به علت خونریزی معده مجبور شده‌اند او را به بیمارستانی امنیتی (احتمالاً بیمارستان تحت مدیریت سپاه) منتقل و بستری کنند.»
- روز شنبه ۲۹ آذر ۱۳۹۹ مازیار سیدنژاد، فعال کارگری تنها به دلیل شرکت در اعتراضات صنفی و همراهی با کارگران معترض نیشکر هفت‌تپه به اتهام «عضویت در گروه مخالف نظام» به ۳ سال زندان از سوی جمهوری اسلامی محکوم شد. وی تحت شکنجه وادار به اعتراف اجباری شده‌است.[۲۰۵][۲۰۶]
- ۲۶ دی ۱۳۹۹ آرش جوهری، فعال کارگری به اتهام اداره کردن دسته‌جات غیرقانونی با هدف برهم زدن امنیت کشور به ۱۰ سال زندان تعزیری، به اتهام اجتماع و تبانی به ۵ سال زندان تعزیری و به اتهام فعالیت تبلیغی علیه نظام به ۱ سال زندان تعزیری، در مجموع به ۱۶ سال حبس تعزیری محکوم شد. وی در ۱۵ مهر ۱۳۹۹ توسط مأموران اطلاعات سپاه در تهران بازداشت و به بازداشتگاه وزارت اطلاعات منتقل شد و هم‌اکنون در بند عمومی زندان اوین به‌سر می‌برد.[۲۰۷]
- ۱۳ دی ۱۳۹۹ سالار طاهر افشار، فعال آذربایجانی (ترک) ساکن ارومیه به اتهام «تبلیغ علیه نظام جمهوری اسلامی ایران» و «اقدام به تشکیل تجمعات خلاف قانون» به چهار سال زندان محکوم شد.[۲۰۸]
- صبا کردافشاری به اتهام نداشتن حجاب (اسلامی)، بازداشت و از سوی دادگاه انقلاب به ۲۴ سال زندان، محکوم شد.[۲۰۹]
- نازنین محمدزاده، دانشجو، نویسنده و شاعر، در سال ۱۳۹۹ خورشیدی، زندانی شد.[۲۱۰]
- نوید میهن دوست در ۲۸ بهمن ۱۳۹۹ به اتهام «اقدام علیه امنیت ملی از طریق عضویت و همکاری با گروه‌های مخالف نظام به قصد براندازی» به ۳ سال حبس تعزیری و به اتهام «فعالیت تبلیغی علیه نظام از طریق شعارنویسی» به ۶ ماه حبس تعزیری محکوم شد.[۲۱۱][۲۱۲]
- در هفته دوم اسفند ۱۳۹۹، ۵ فعال سیاسی به نام‌های فرنگیس مظلوم به اتهامات «اجتماع و تبانی به قصد ارتکاب جرم از طریق ارتباط‌گیری با سازمان مجاهدین خلق و فعالیت تبلیغی علیه نظام و به نفع گروه‌های معاند نظام» به ۱۸ ماه حبس تعزیری، هود یازرلو از بابت اتهام «فعالیت تبلیغی علیه نظام و به نفع گروه‌های معاند نظام» به ۱ سال حبس تعزیری و صدیقه مرادی و مهدی خواص صفت با اتهام مشابه به ۳ ماه حبس تعزیری و محمدولی غلام نژاد به ۲ ماه حبس محکوم شدند.[۲۱۳]
- ۱۰ اسفند ۱۳۹۹ آرش گنجی منشی هیئت دبیران کانون نویسندگان ایران به ۱۱ سال زندان به اتهام‌هایی چون «اجتماع و تبانی به قصد اقدام علیه امنیت ملی» به ۵ سال، «تبلیغ علیه نظام» به یک سال، «عضویت و همکاری با گروهک مخالف نظام» به ۵ سال محکوم شد.[۲۱۴]
- روز شنبه ۷ فروردین ۱۴۰۰ حسین کمانگر، فعال مدنی زندانی و شهروند کُرد اهل شهرستان کامیاران، بدون هیچ مدرکی به اتهام «عضویت در حزب حیات آزاد کُردستان (پژاک)» به ۱۵ سال زندان محکوم شد.[۲۱۵]
- روز چهارشنبه ۱۱ فروردین ۱۴۰۰ علیرضا فرشی، فعال آذربایجانی زندانی در زندان تهران بزرگ پنج دقیقه‌ای و بدون حضور وکیل، به اتهام «تبلیغ علیه نظام» و «اجتماع تبانی علیه امنیت کشور» به ۴ سال و ۲ ماه زندان محکوم شده‌است.[۲۱۶]
- چهارشنبه ۱۸ فروردین ۱۴۰۰ تعدادی از خانواده کشته‌شدگان اعتراضات آبان ۹۸، دست‌کم ۲۲ تن، در حال برگشت از آرامگاه سردار اسعد بختیاری، از مشروطه‌خواهان ایرانی، دستگیر و به زندان اصفهان منتقل شدند. منوچهر بختیاری و ناهید شیربیشه، پدر و مادر پویا بختیاری، سکینه احمدی، مادر ابراهیم کتابدار، یاشار تبریزی به همراه دو دخترش و خانم نامور به همراه دخترش در میان بازداشت‌شدگان بودند.[۲۱۷]
- برخی از زندانیان سیاسی، مانند منوچهر بختیاری... از حقِ داشتن وکیل، دیدار و تلفن، محروم شده‌اند.[۲۱۸]
- سه فعال مدنی اهل مشهد، علی سپنتامهر به دلیل «عضویت در گروه‌های مخالف نظام جمهوری اسلامی»، «فعالیت تبلیغی علیه نظام» و «توهین به بنیانگذار جمهوری اسلامی» به ۱۸ سال زندان و محسن میر آفتاب به اتهام «عضویت در یکی از گروه‌های مخالف نظام»، «توهین به رهبری»، «توهین به مقدسات» به ۱۷ زندان، مجید رحیم‌زاده نسخی به اتهام «عضویت در یکی از گروه‌های مخالف نظام»، «توهین به رهبری» و «تبلیغ علیه نظام» به ۲۱ سال زندان محکوم شده‌اند.[۲۱۹]
- شاهین ناصری، کارشناس بازرگانی، در روز ۹ آبان ۱۳۹۸ شاهد شکنجه نوید افکاری بوده‌است. وی در برگه‌های شهادت‌نامه خود نوشته بود که صدای فریاد نوید افکاری را می‌شنیده و کتک خوردن و شکنجه شدن وی توسط دو مأمور لباس شخصی را دیده‌است. شاهین ناصری از طرف بازپرس پرونده‌اش به دلیل همین شهادت تهدید شده بود، تا اینکه در ۳۰ شهریور ۱۴۰۰ خبر مرگ مشکوک شاهین ناصری در سلول انفرادی زندان تهران بزرگ تأیید شد.[۲۲۰][۲۲۱]
- روز شنبه ۱۹ دی ۱۴۰۰، مدرس زبان کردی و مسئول انجمن فرهنگی-اجتماعی نوژین، زهرا محمدی، پس از مراجعه به دایره اجرای احکام زندان سنندج بازداشت شد و برای اجرای ۵ سال حکم حبس به بند زنان زندان سنندج منتقل شد.[۲۲۲][۲۲۳]
- عالیه مطلب‌زاده، عکاس و فعال حقوق زنان به اتهام «اجتماع و تبانی علیه امنیت کشور و تبلیغ علیه نظام» به سه سال حبس محکوم شده و از مهر ۱۴۰۰ در زندان به‌سر می‌برد. وی را در روز دوشنبه ۲۱ دی از زندان اوین به زندان قرچک ورامین تبعید کردند.[۲۲۴]
- در پی جان باختن عادل کیان‌پور و بکتاش آبتین در زندان، کانون نویسندگان ایران در بیانیه‌ای به حکومت جمهوری اسلامی هشدار داد که جان کیوان صمیمی-روزنامه‌نگاری که در روز جهانی کارگر و در سال ۱۳۹۸، بازداشت شده-به‌طور جدی، در خطر است.[۲۲۵]
- در آبان ۱۴۰۰، بازداشت شدن هفت تن از اعضای جبهه دموکراتیک ایران.[۲۲۶]
- در آبان ۱۴۰۰، بازداشت شدن خانواده ستار بهشتی.[۲۲۷]
- در سال ۱۳۸۷ کمال شریفی ۴۹ ساله در سقز به اتهام «محاربه» به تحمل ۳۰ سال حبس و تبعید در زندان میناب محکوم شد. روز پنج‌شنبه ۷ بهمن ۱۴۰۰ عفو بین‌الملل با هشدار به مقامات قوه قضائیه جمهوری اسلامی دربارهٔ وضعیت جسمی وی و در خطر بودن جان وی، خواستار آزادی فوری او شد.[۲۲۸]
- روز چهارشنبه ۲۷ بهمن ۱۴۰۰ دو نوکیش مسیحی به‌نام‌های هادی رحیمی به تحمل چهار سال زندان و سکینه بهجتی نیز به دو سال زندان، صرفاً بر پایه اعتقادات دینی‌شان و به اتهام «عضویت در گروه یا دسته‌ها با هدف برهم زدن امنیت کشور» محکوم شدند.[۲۲۹]
- هوتن دولتی.
- در ۴ اسفند ۱۴۰۰ حسین رونقی کنشگر سیاسی و حقوق بشر به دست برخی از مأموران امنیتی ناپدید شد.[۲۳۰][۲۳۱][۲۳۲][۲۳۳][۲۳۴][۲۳۵]
- محمد اولیایی‌فرد؛ وکیل دادگستری، عضو کانون وکلای تهران، عضو اتحادیه بین‌المللی وکلا و نیز وکیل شمار چشمگیری از فعالان سیاسی، مدنی، دانشجویی و کارگری و اقلیت‌های قومی و مذهبی و نوجوانان محکوم به اعدام… که در دادگاه انقلاب تهران به زندان محکوم شد.[۲۳۶][۲۳۷][۲۳۸]
- سمانه نوروز مرادی (زئوس)؛ کنشگر سیاسی پادشاهی‌خواه به حکم دادگاه انقلاب تهران به ۸ سال حبس محکوم شد.[۲۳۹]
- ۱۴ اسفند ۱۴۰۰ هیراد پیربداقی، فعال کارگری، به اتهام «فعالیت تبلیغی علیه نظام و اجتماع و تبانی علیه امنیت کشور» به ۴ سال و ۸ ماه حبس تعزیری، دو سال محرومیت از عضویت گروه‌های سیاسی و اجتماعی و دو سال ممنوعیت خروج از کشور محکوم شد.[۲۴۰]
- روز سه‌شنبه ۶ اردیبهشت ۱۴۰۱ حسن عزتی، مسئول سندیکای کارگران بانه، پروین فلاحی از فعالان مدنی و فعال در حوزه حقوق زنان (همسر حسن عزتی)، عمر سلیمانی ۵۸ ساله، فعال کارگری و از زندانیان سیاسی سابق و سعید محمدی ۴۱ ساله، فعال کارگری و از زندانیان سیاسی سابق به صورت همزمان، «با خشونت» و بدون ارائه «هرگونه دستور قضایی» بازداشت شدند.[۲۴۱]
- دوشنبه ۲۰ تیر ۱۴۰۱ جعفر پناهی، از چهره‌های معروف سینمای ایران و جهان در تهران توسط نیروهای امنیتی بازداشت شد. روز شنبه جعفر پناهی به همراه ۳۰۰ سینماگر و فعال فرهنگی ایران بازداشت محمد رسول‌اف و مصطفی آل احمد را محکوم کرده بودند.[۲۴۲]
- دوشنبه ۲۰ تیر ۱۴۰۱ سعید دامور، برادر وحید دامور از جان‌باختگان اعتراضات آبان ۹۸ توسط نیروهای امنیتی بازداشت شد، در این تهاجم مادر سعید را نیز به شدت مورد ضرب و شتم قرار دادند.[۲۴۲]
- عاطفه نعامی در جریان خیزش ۱۴۰۱ ایران حضور فعال داشته‌بود، در ۳۰ آبان، مأموران حکومتی، پیکر وی را با «صحنه‌سازی خودکشی» در بالکن آپارتمانش واقع در منطقه عظیمیه کرج قرار دادند. خانواده نعامی خودکشی وی را به‌طور قطع تکذیب کرده‌اند.[۲۴۳] با وجود اینکه آثار ضرب و جرح بر پیکر او مشهود بود، مقامات امنیتی، دستور دفن فوری وی را صادر کردند. درنهایت در ۷ آذر ۱۴۰۱، پیکر بی‌جان عاطفه نعامی در سکوت خبری در آرامگاه بهشت‌آباد اهواز به خاک سپرده شد.
- جعفر ابراهیمی به ۵ سال زندان محکوم شد. او بازرس شورای هماهنگی تشکل‌های صنفی فرهنگیان ایران است که از حدود شانزده ماه پیش در آستانه «تجمع اعتراضی یکم اردیبهشت ۱۴۰۱ معلمان و فرهنگیان» بازداشت شده و در زندان اوین بسر می‌برد.[۲۴۴]
- محمد مرادی اهل ساری در اواسط تیر ۱۴۰۲ بازداشت و به تودیع وثیقه آزاد شده بود، به اتهام «فعالیت تبلیغی علیه جمهوری اسلامی» و «تحریک مردم برای برگزاری تجمع اعتراضی» به ۶ سال حبس تعزیری محکوم شد.[۲۴۵]
- جواد روحی، یکی از بازداشت‌شدگان اعتراضات سراسری ۱۴۰۱، در صبح پنج‌شنبه ۹ شهریور ۱۴۰۲ به طرز مشکوکی جان باخت. در حالی که او به محاربه و افساد فی الارض متهم و به سه بار اعدام محکوم شده بود، به دلیل تشنج در زندان بعد از انتقال به بیمارستان درگذشت.[۲۴۶] سازمان دیده‌بان حقوق بشر خواستار تحقیقات بین‌المللی و مداخله سازمان ملل دربارهٔ مرگ جواد روحی شد.[۲۴۷] سازمان عفو بین‌الملل خواهان «بازخواست کیفری» همه مقام‌ها و مسئولان جمهوری اسلامی که «مظنون به نقش داشتن در جنایت علیه جواد روحی» هستند، شد. سازمان حقوق بشر ایران نیز تأکید کرد: «مرگ این معترض زندانی باید به‌عنوان یک قتل فراقضایی توسط کمیته حقیقت‌یاب سازمان ملل بررسی شود».[۲۴۸]
- آتفه چهارمحالیان، شاعر و فعال مدنی، سه‌شنبه ۳۰ آبان ۱۴۰۲ خبر داد که حکم ۲ سال و ۸ ماه حبس تعزیری وی به دلیل اینکه در یک سال حبس تعلیقی نه عفو را پذیرفته و نه قلم از کف نهاده‌است، تایید شده و به اجرا درآمده است.[۲۴۹]
- سجاد ایمان‌نژاد، از بازداشت‌شدگان خیزش ۱۴۰۱، در آذر ۱۴۰۲ به اتهام «محاربه» و «ایراد ضرب و جرح با سلاح سرد» مجموعاً به یازده سال حبس، تبعید به شهرستان ایرانشهر و پرداخت بیش از دو میلیارد و هفتصد میلیون تومان دیه به هفت مأمور حکومتی محکوم شد. این در حالی است که دست‌کم سه تن از شاکیان گفته‌اندکه وی به آنها حمله نکرده‌است ولی به دلیل داشتن کارت ایثارگری نمی‌توانند رضایت بدهند.[۲۵۰]
- مرضیه فارسی ۵۸ ساله و فروغ تقی‌پور ۲۹ ساله دو زندانی سیاسی هوادار سازمان مجاهدین خلق ایران روز چهارشنبه ۲۵ بهمن ۱۴۰۲ متهم به «بغی» و ظن «عضویت در گروه‌های مخالف نظام» به ۱۵ سال زندان و حبس محکوم شدند.[۲۵۱][۲۵۲][۲۵۳]

## واکنش‌ها
- روز چهارشنبه ۲۵ خرداد ۱۴۰۱ یک گروه ۱۱ نفره کارشناسان سازمان ملل از جمله جاوید رحمان، گزارشگر ویژه حقوق بشر در امور ایران، نگرانی جدی خود را در مورد «سرکوب خشونت‌آمیز» جامعه مدنی در ایران، از جمله اعضای اتحادیه‌های صنفی کارگری و معلمانی که به دلیل اعتراض به دستمزد پایین و شرایط نامناسب کاری دستگیر شده‌اند، ابراز کرده و گفتند: «ما از تشدید دستگیری‌های خودسرانه معلمان، فعالان کارگری و رهبران اتحادیه‌ها و اصناف، وکلا، فعالان حقوق بشر و دیگر فعالان جامعه مدنی در دوره اخیر (در ایران) نگران هستیم».[۲۵۴]
- دوشنبه ۲۰ تیر ۱۴۰۱ جشنواره فیلم برلین، جشنواره فیلم کن و جشنواره ونیز با صدور بیانیه‌های جداگانه‌ای بازداشت سینماگران ایرانی را به شدت محکوم کردند.[۲۵۵]